# Valley Forge

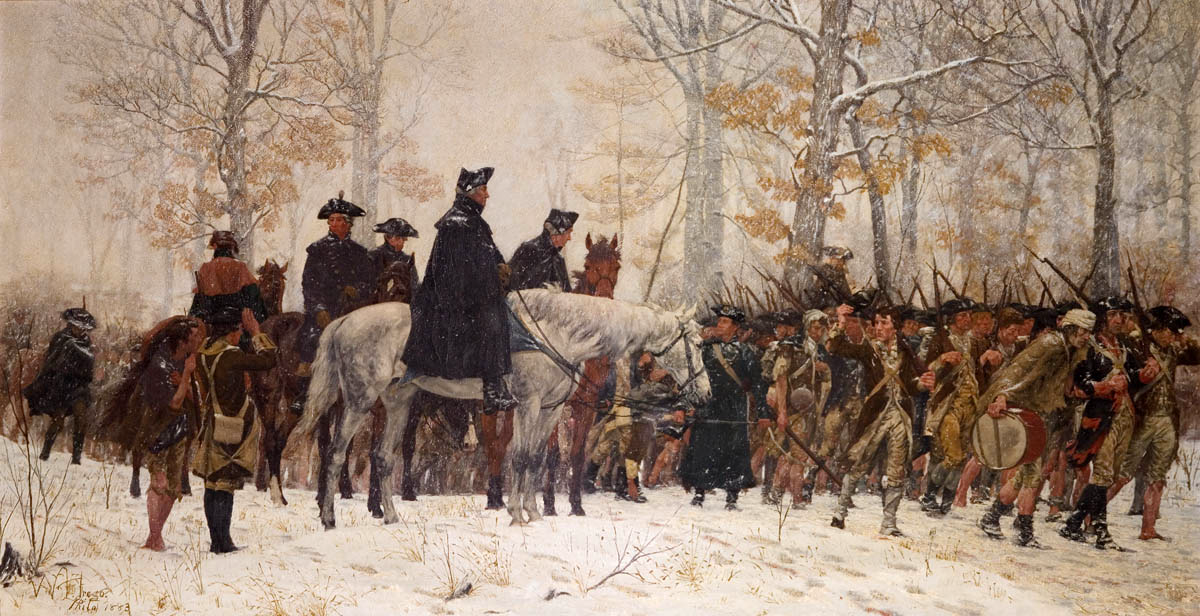
William B. T. Trego, Marsz do Valley Forge, 19 grudnia 1777

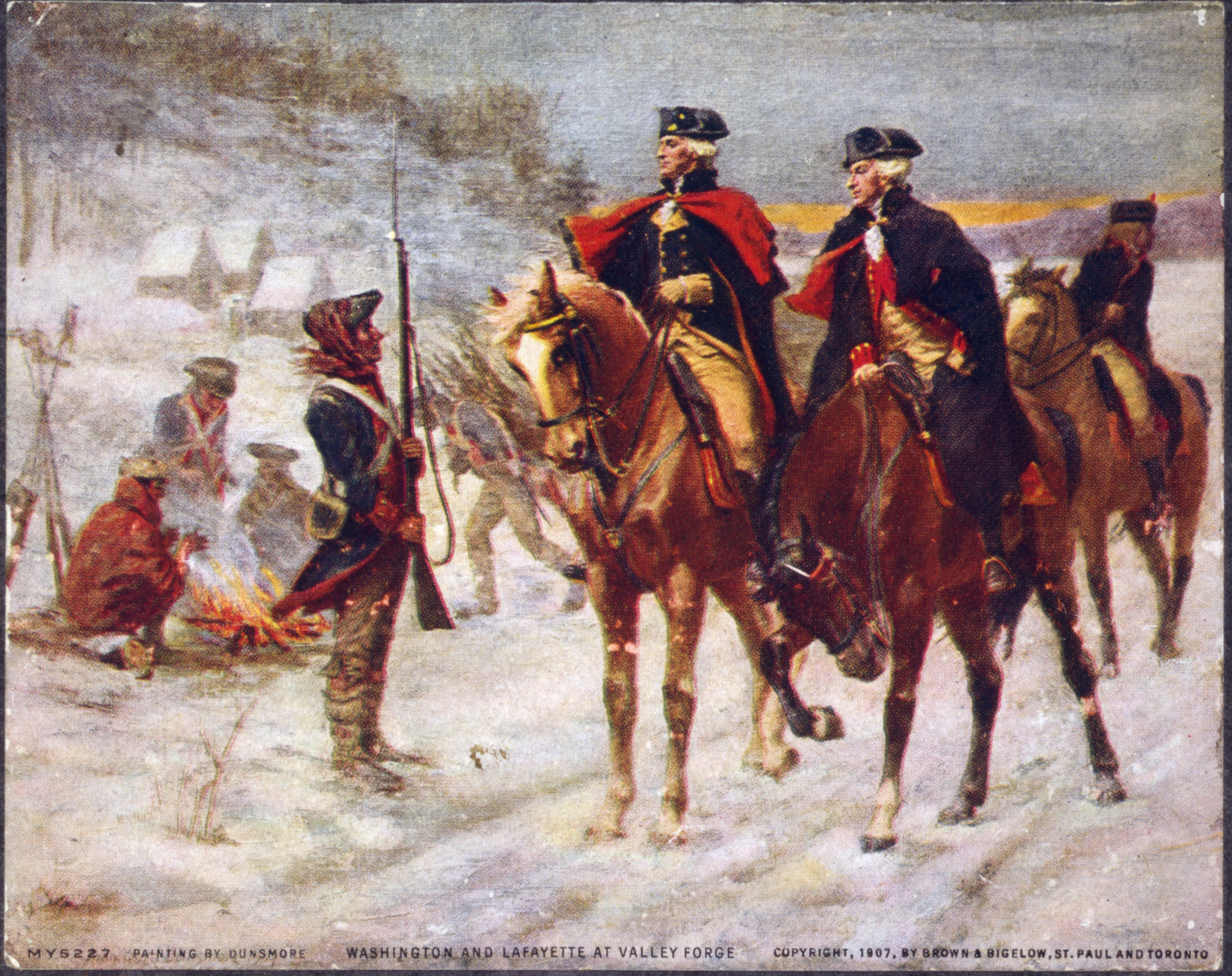
Generałowie Waszyngton i La Fayette w Valley Forge

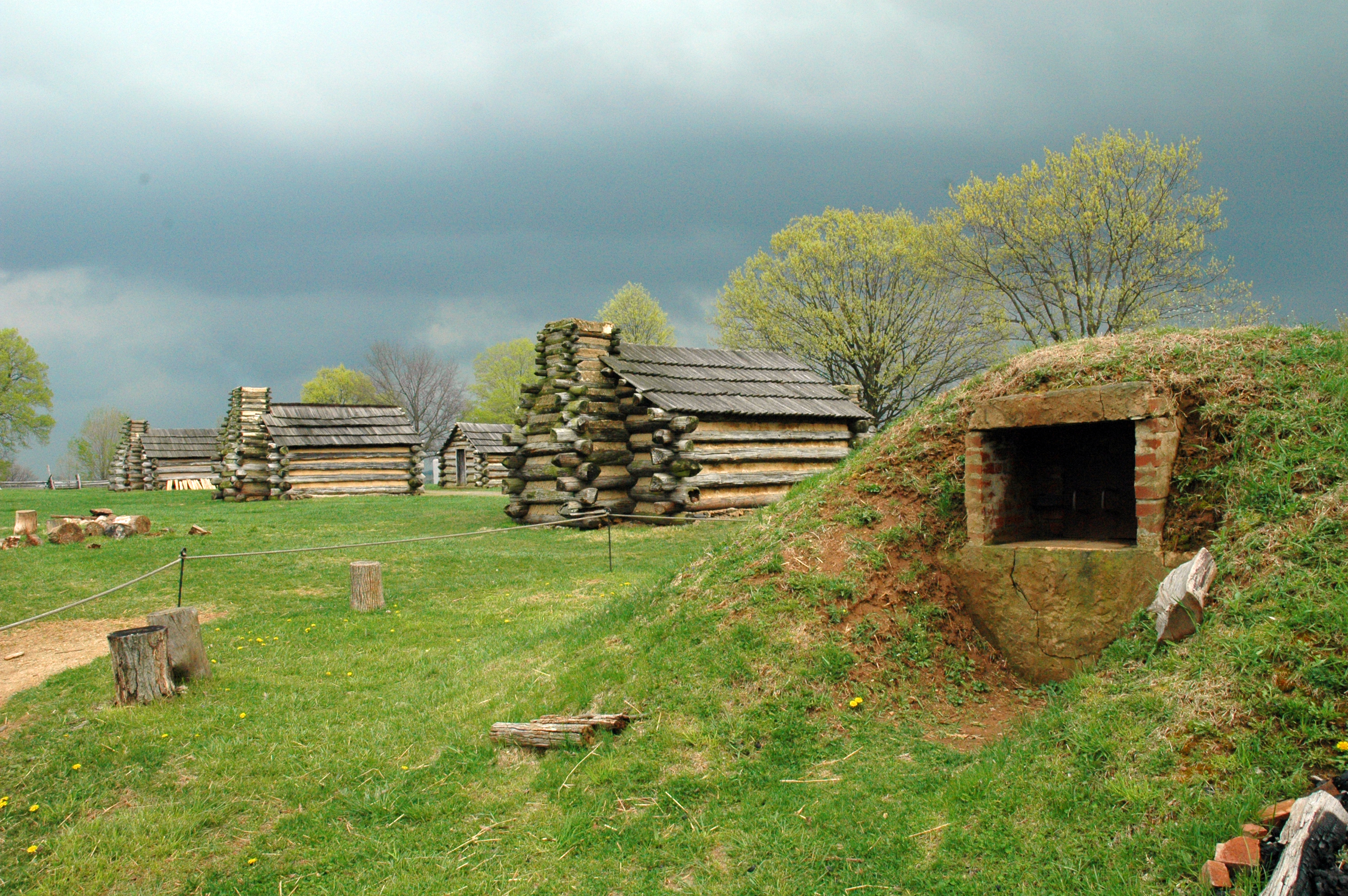
Piec (z prawej) i szałasy – współczesna replika obozowiska w Valley Forge

Valley Forge – dolina nad rzeką Schuylkill w stanie Pensylwania, położona około 40 kilometrów na zachód od Filadelfii, gdzie generał Jerzy Waszyngton i jego żołnierze obozowali zimą 1777/1778 w czasie trwania wojny o niepodległość Stanów Zjednoczonych (1775–1783). Było to ciężkie doświadczenie dla Waszyngtona i jego Armii Kontynentalnej.

Po przegranych potyczkach nad Brandywine i pod Germantown w Pensylwanii Waszyngton musiał wycofać się na zachód, oddając Filadelfię w ręce Brytyjczyków. 19 grudnia armia dotarła do Valley Forge. Wojsko nie było przygotowane na obozowanie w trudnych, zimowych warunkach. Brakowało żywności i odzieży, a Kongres Kontynentalny nie był w stanie przyjść z pomocą. Około dziesięciotysięczna armia obozowała w zbudowanych przez siebie prowizorycznych szałasach. 23 grudnia Waszyngton pisał: 

Dzisiaj co najmniej 2873 żołnierzy w obozie musiałem zwolnić ze służby, bo nie mają butów, a więc są w zasadzie nadzy...

 W okresie od grudnia do marca zmarło co najmniej 2000 żołnierzy. Obok głodu i zimna żniwo zbierała też ospa, ale pozostali byli raczej zadowoleni ze swego losu, bowiem Brytyjczycy, tkwiący w cieple i dostatku w Filadelfii, nie atakowali.
Zima spędzona w dolinie Forge była dla Armii Kontynentalnej testem lojalności. Wytrwali tylko najbardziej zagorzali patrioci. Mimo wielu głosów krytyki Waszyngton utrzymał pozycje w dolinie aż do wiosny 1778. Z pomocą byłego pruskiego oficera, barona von Steubena, który przybył do obozu 23 lutego, zdołał wyszkolić swych żołnierzy i uczynić z nich w pełni sprawną, zdyscyplinowaną formację wojskową.
6 maja 1778 do doliny dotarła – owacyjnie przyjęta – wieść o sojuszu zawartym właśnie pomiędzy Kongresem Kontynentalnym a Francją króla Ludwika XVI. To wzmocniło morale żołnierzy i pomogło zmusić w czerwcu Brytyjczyków do opuszczenia Filadelfii.
W miejscu dawnego obozowiska mieści się dzisiaj Historyczny Park Narodowy Valley Forge. Zachował się, służący wówczas za kwaterę dowódcy, stary kamienny budynek, który obecnie stanowi centrum ekspozycji. Obok niego wzniesiono: kaplicę Washington Memorial Chapel, pomnik National Memorial Arch oraz muzeum historii naturalnej. W pobliżu powstało też zgromadzenie zakonne Cloister of Colonies.